# Hemeria Airship
Hemeria Airship, anciennement Zodiac Marine Espace, Airstar Aerospace, puis CNIM Air Space, est une filiale du groupe français spécialisé dans l'industrie spatiale Hemeria. 
L'entreprise conçoit et produit des aérostats (ballons captifs, dirigeables drones, ballons stratosphériques, enveloppes équipées) et des protections thermiques pour satellites (appelées MLI – Multi Layer Insulation). Son site de production est situé à Ayguesvives, au sud de Toulouse. L’entreprise a aussi un centre d’essais en vol, à Chambley, dans le Grand Est. Hemeria Airship est présent sur les marchés de la défense, de la sécurité et du spatial.
La société est rachetée par le groupe Hemeria en octobre 2022. L'entreprise appartenait auparavant au groupe CNIM.

## Histoire

### Zodiac Marine Espace (1971–2015)
Entre 1971 et 2015, les activités étaient réalisées par la division Espace du Groupe Zodiac puis de Zodiac Marine (ballons stratosphériques et MLI uniquement).

### Airstar Aerospace (2015–2019)
En 2015, Airstar rachète la division Espace de Zodiac Marine, et crée la filiale Airstar Aerospace.

### CNIM Air Space (2019–2022)
En mars 2019, le groupe CNIM fait l’acquisition de 85% du capital d’Airstar Aerospace, qui devient une filiale du Groupe CNIM. Le 25 juin 2019 est adopté un plan de sauvegarde. Fin 2019, Airstar Aerospace change de nom et devient CNIM Air Space.

### Hemeria Airship (2022–)
Depuis octobre 2022, l'entreprise appartient au groupe Hemeria et se nomme Hemeria Airship.

## Produits
La société Hemeria Airship conçoit, produit et vend :
- des ballons captifs
- des ballons stratosphériques
- des dirigeables drones
- des protections thermiques de satellites

### Ballons captifs
Un ballon captif est un type d’aérostat (c'est-à-dire plus léger que l'air), qui est relié au sol par un câble, lui-même fixé à une station d'amarrage. La station d'amarrage est la remorque qui permet le stockage et le déploiement des ballons captifs.
Les ballons captifs sont des plateformes aériennes permettant de répondre à des missions de surveillance, d'observation et de télécommunication.

### Ballons stratosphériques
Un ballon stratosphérique est un aérostat capable d'atteindre la stratosphère. Les ballons stratosphériques sont par exemple utilisés pour les études météorologiques, pour effectuer des mesures de composition de l'atmosphère ou pour réaliser des expériences d'astronomie.

### Dirigeables drones
Un dirigeable drone est un aérostat télépiloté ayant un système de propulsion lui conférant des capacités de manœuvrabilité. Propulsé par des hélices ou différents types de moteurs, les dirigeables drones peuvent être utilisés pour des missions de surveillance ou d'inspection.

### Isolants multi-couches pour satellites
Les protections thermiques pour satellites sont produites dans le but de protéger les composants des satellites qui, exposés dans l’espace aux rayons solaires, peuvent être endommagés.

## Usages et applications
Les aérostats Hemeria Airship sont utilisés pour réaliser des missions de surveillance, de défense, de télécommunication, ou des missions à but scientifique. La société est par exemple impliquée dans les projets suivants : 

### Cerbère
Hemeria Airship, agissant en tant que sous-traitant de l'ONERA, a conçu, fabriqué et opéré un ballon captif dans le cadre de l'étude expérimentale de la Direction Générale de l'Armement (DGA) « Cerbère » (capacité expérimentale ROEM pour ballons et aérostats légers). Cerbère est un démonstrateur aérien de mesure de l'environnement électromagnétique.

### Stratobus
Stratobus est un projet de pseudosatellite mené par Thales Alenia Space. Hemeria Airship compte parmi les partenaires du projet, au côté d’autres industriels et PME. Le projet a pour but de développer un dirigeable stratosphérique, qui sera utilisé pour des applications civiles et militaires, d’observation et de surveillance. Hemeria Airship est chargé de concevoir l’enveloppe équipée de Stratobus,,.

### Campagne ballons du CNES - Ballon stratosphérique manœuvrant BalMan
Le principal client et utilisateur des ballons stratosphériques d'Hemeria Airship est le CNES. Ce projet de ballon manœuvrant stratosphérique est également soutenu par la Direction générale de l'Armement (DGA) et financé par France Relance. L’objectif de ce projet, explique le CNES, est d’avoir la « capacité de rester au-dessus d’une zone géographique d’intérêt, à plusieurs dizaines de kilomètres d’altitude, bien plus longtemps que peut le faire un ballon dérivant, un avion voire un drone ». Pour cela, les opérateurs de l’aérostat « utilisent les courants de vents à différentes altitudes afin de [le] déplacer horizontalement ». Ce qui ouvre le champ à de nombreuses applications, tant militaires que civiles. « Dans la nuit du 30 octobre (2024), le ballon manœuvrant BalMan […] a effectué avec succès son premier essai en vol, depuis le Centre Spatial Guyanais, validant ainsi la fiabilité de l’enveloppe du ballon stratosphérique et des systèmes de sécurité du vol aux conditions de la haute altitude ». Un second essai devrait avoir lieu en 2025, afin de tester son aptitude à emporter une charge utile de 50 kg.